# Mar de fondo
Mar de fondo es el movimiento de las olas (también llamado oleaje o sistema de olas) que se propaga fuera de la zona donde se ha generado, y puede llegar a lugares muy alejados. También recibe el nombre de mar tendida o mar de leva. Por tanto este estado del mar no tiene relación con el viento presente, aunque su causa es el viento que se originó en un área distinta. El mar de fondo no debe confundirse con el tsunami, ya que este último es debido a movimientos sísmicos en el fondo del mar.
Es opuesto al mar de viento, que es el movimiento de las olas generado por el viento al soplar directamente sobre el área del mar observada o en sus inmediaciones (zona generadora).

## Características
Las olas del mar fondo se caracterizan por su período regular y sus crestas suaves, la longitud de la onda es muy superior a su altura, y las crestas, redondeadas, no rompen nunca en alta mar. La altura de las olas es sensiblemente igual y su perfil tiende hacia la forma sinusoidal. Las olas pequeñas, que enmascaran a las más grandes en el mar de viento, desaparecen muy pronto después de abandonar el área generadora, y quedan solo las de mayor longitud de onda, pues el amortiguamiento es tanto más rápido cuanto menor es la longitud de onda. Esto hace más fácil la distinción de las características o parámetros del mar de fondo en comparación con estos parámetros en el mar de viento.
El mar de fondo puede llegar desde lugares distantes a aquellos donde se originó. En ocasiones, el mar de fondo puede ser generado por una perturbación ciclónica mucho antes de que llegue la borrasca. Es decir, antes de que llegue el viento que origina el mar de viento y, por consecuencia, el mar de fondo. También es factible que en una zona marítima donde el mar haya estado muy perturbado, con viento, quede mar de fondo durante algún tiempo, ya que el viento ha cesado; es el mismo mar de viento, propagado como mar de fondo de un extremo a otro de la zona afectada.
Frecuentemente, al mar de fondo de una cierta dirección se superpone una mar nueva, y entonces se forma lo que se conoce como mar a dos bandas.
Todo lo expuesto tiene validez solamente en alta mar (olas de aguas profundas, definidas con la condición de que su longitud de onda sea menor que el doble de la profundidad).